# Налбандян Едвард Агванович
Едвард Агванович Налбандян (вірм. Եդվարդ Նալբանդյան, (1956) — вірменський державний діяч, дипломат.

## Біографія
Народився 16 липня 1956 року в місті Єреван. У 1978 закінчив Московський державний інститут міжнародних відносин. У 1988 аспірантуру Інституту сходознавства Академії наук СРСР. Кандидат політичних наук.
З 1978 по 1983 — співробітник посольства СРСР в Лівані.
З 1983 по 1986 — співробітник міністерства закордонних справ СРСР.
З 1986 по 1992 — радник посольства СРСР в Єгипті.
З 1992 по 1993 — тимчасово повірений у справах Вірменії в Єгипті.
З 1994 по 1998 — Надзвичайний і Повноважний Посол Вірменії в Єгипті, Марокко та Омані.
З 1999 по 2000 — Надзвичайний і Повноважний Посол Вірменії у Франції.
З 2000 по 2004 — Надзвичайний і Повноважний Посол Вірменії в Ізраїлі.
З 2004 по 2006 — Надзвичайний і Повноважний Посол Вірменії в Андоррі.
З 2006 по 2008 — особистий представник Президента Вірменії в Міжнародній організації франкофонії, спеціальний посланець Президента Вірменії з особливими дорученнями.
З 14 квітня 2008 — Міністр закордонних справ Республіки Вірменія.

## Нагороди
- Кавалер ордена Дружби народів (1982)
- Кавалер французького ордену почесного легіону (2001).
- Медаль Мхітара Гоша (2001).
- Кавалер ордену Великого Хреста Святого Григорія Святого Престолу (2003).